# Gil Scott-Heron
Gil Scott-Heron (właściwie Gilbert Scott-Heron, ur. 1 kwietnia 1949 w Chicago, zm. 27 maja 2011 w Nowym Jorku) – amerykański muzyk i poeta.

## Życiorys
Znany jest najlepiej ze swojego dorobku z końca lat sześćdziesiątych i siedemdziesiątych. Występował wtedy z zaangażowanymi politycznie melorecytacjami, od drugiej płyty (Pieces of Man) jego muzyka zaczęła być coraz bardziej zaaranżowana i melodyjna. W swoich tekstach poruszał tematy rasizmu, wojny w Wietnamie, nierówności społecznej. W swojej muzyce łączył elementy jazzu i funka. Uważany jest za jednego z prekursorów rapu. W latach 70. zaangażowany był w działalność Czarnych Panter.
Popularność zdobył m.in. utworami: "The Revolution Will Not Be Televised", "The Bottle", "Winter in America" oraz "Lady Day And John Coltrane". Jego ojciec Gil Scott był jednym z pierwszych czarnoskórych piłkarzy w lidze angielskiej. Od 2001 do 2002 roku odbywał wyrok więzienia za posiadanie kokainy. W roku 2006 przyznał się, że jest nosicielem wirusa HIV.
W 2021 został wprowadzony do Rock and Roll Hall of Fame.

## Dyskografia
| Rok  | Album                                                     | Wytwórnia               |
| ---- | --------------------------------------------------------- | ----------------------- |
| 1970 | Small Talk at 125th & Lennox                              | Flying Dutchman Records |
| 1971 | Pieces of a Man                                           | Flying Dutchman Records |
| 1972 | Free Will                                                 | Flying Dutchman Records |
| 1974 | Winter in America                                         | Strata-East Records     |
| 1974 | The Revolution Will Not Be Televised                      | Flying Dutchman Records |
| 1975 | The First Minute of a New Day (Midnight Band)             | Arista Records          |
| 1975 | From South Africa to South Carolina                       | Arista Records          |
| 1976 | It's Your World (Live)                                    | Arista Records          |
| 1977 | Bridges                                                   | Arista Records          |
| 1978 | Secrets                                                   | Arista Records          |
| 1979 | The Mind of Gil Scott-Heron                               | Arista Records          |
| 1980 | 1980                                                      | Arista Records          |
| 1980 | Real Eyes                                                 | Arista Records          |
| 1981 | Reflections                                               | Arista Records          |
| 1982 | Moving Target                                             | Arista Records          |
| 1984 | The Best of Gil Scott-Heron                               | Arista Records          |
| 1990 | Tales of Gil Scott-Heron and His Amnesia Express          | Arista Records          |
| 1990 | Glory: The Gil Scott-Heron Collection                     | Arista Records          |
| 1994 | Minister of Information                                   | Peak Top Records        |
| 1994 | Spirits                                                   | TVT Records             |
| 1998 | The Gil Scott-Heron Collection Sampler: 1974-1975         | TVT Records             |
| 1998 | Ghetto Style                                              | Camden Records          |
| 1999 | Evolution and Flashback: The Very Best of Gil Scott-Heron | RCA Records             |
| 2005 | Gil Scott-Heron & Brian Jackson - Messages (Anthology)    | Soul Brother Records    |
| 2010 | I'm New Here                                              | XL Recordings           |
| 2020 | We're New Again – a Reimagining by Makaya McCraven        | XL Recordings           |